# Strawberry Field

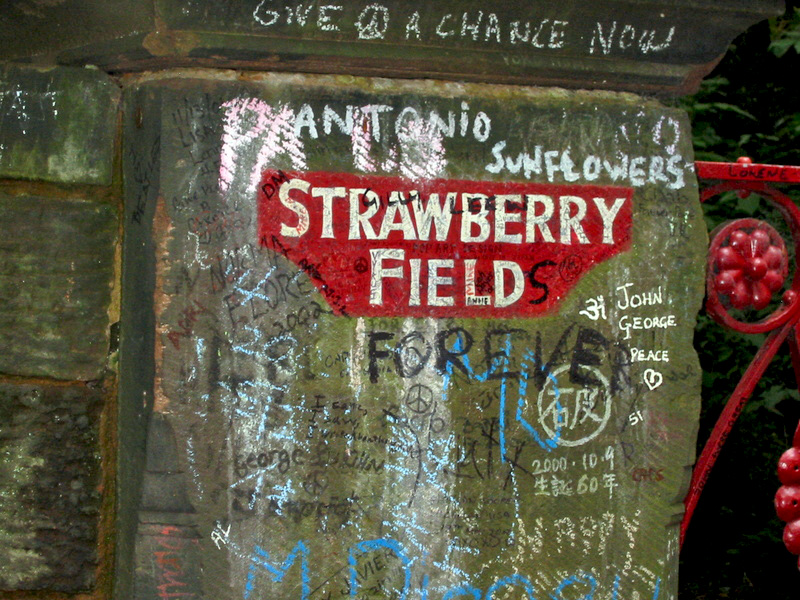

Strawberry Field var ett av Frälsningsarméns två barnhem i Woolton i Liverpool, England. Det öppnade 1936. Det var barnhemmets gård som var utgångspunkten för Beatles berömda låt Strawberry Fields Forever från 1967. Ingen av gruppens medlemmar John Lennon, Paul McCartney, George Harrison eller Ringo Starr bodde på barnhemmet, men de lekte ofta där, just på Strawberry Field. Runt huset fanns en stor park, som gjordes om till lekplats, öppen för alla barn i grannskapet.
John Lennon hade lovat sin son Sean att någon gång ta med honom till Strawberry Field men han hann inte detta eftersom han mördades i New York 1980. Yoko Ono besökte däremot hemmet tillsammans med sin son 1984. Hon donerade 50 000 brittiska pund till hemmet utöver den summa som John redan hade testamenterat. 
Den ursprungliga byggnaden revs och ersattes med en ny byggnad i början av 1970-talet. Barnhemmet stängdes i januari 2005.